# Мартиниевые
Марти́ниевые (лат. Martyniaceae) — семейство цветковых растений, в системах классификации APG II и APG III включённое в порядок Ясноткоцветные (Lamiales). В более ранних системах, в частности, в системе Кронквиста, его представители обычно включались в семейство Кунжутовые (Pedaliaceae). Объединяет пять родов и около семнадцати видов. Распространены в тропическом и субтропическом климатических поясах Америки.
Большинство видов семейства — травянистые растения с прямостоячими или восходящими стеблями, однако встречаются и кустарники. Основными признаками семейства являются железистое опушение всех частей растения, простые очерёдные или супротивные листья без прилистников, зигоморфные цветки и деревянистые плоды-коробочки с роговидным отростком, при созревании разрывающиеся на две части — «когти дьявола».

## Название
Название «Martyniaceae» образовано от названия типового рода семейства — мартинии (лат. Martynia). Карл Линней взял родовое название из работы Уильяма Хьюстоуна, собравшего семена этого растения неподалёку от города Веракрус в Мексике и в 1731 году переславшего их Филипу Миллеру. Хьюстоун дал его этому роду в честь своего друга, профессора ботаники Кембриджского университета Джона Мартина (1693—1768), в своей книге Historia Plantarum Rariorum создавшего подробное описание и иллюстрацию этого растения.
Среди народов Мексики и Центральной Америки плоды мартинии известны под названием «когти дьявола».

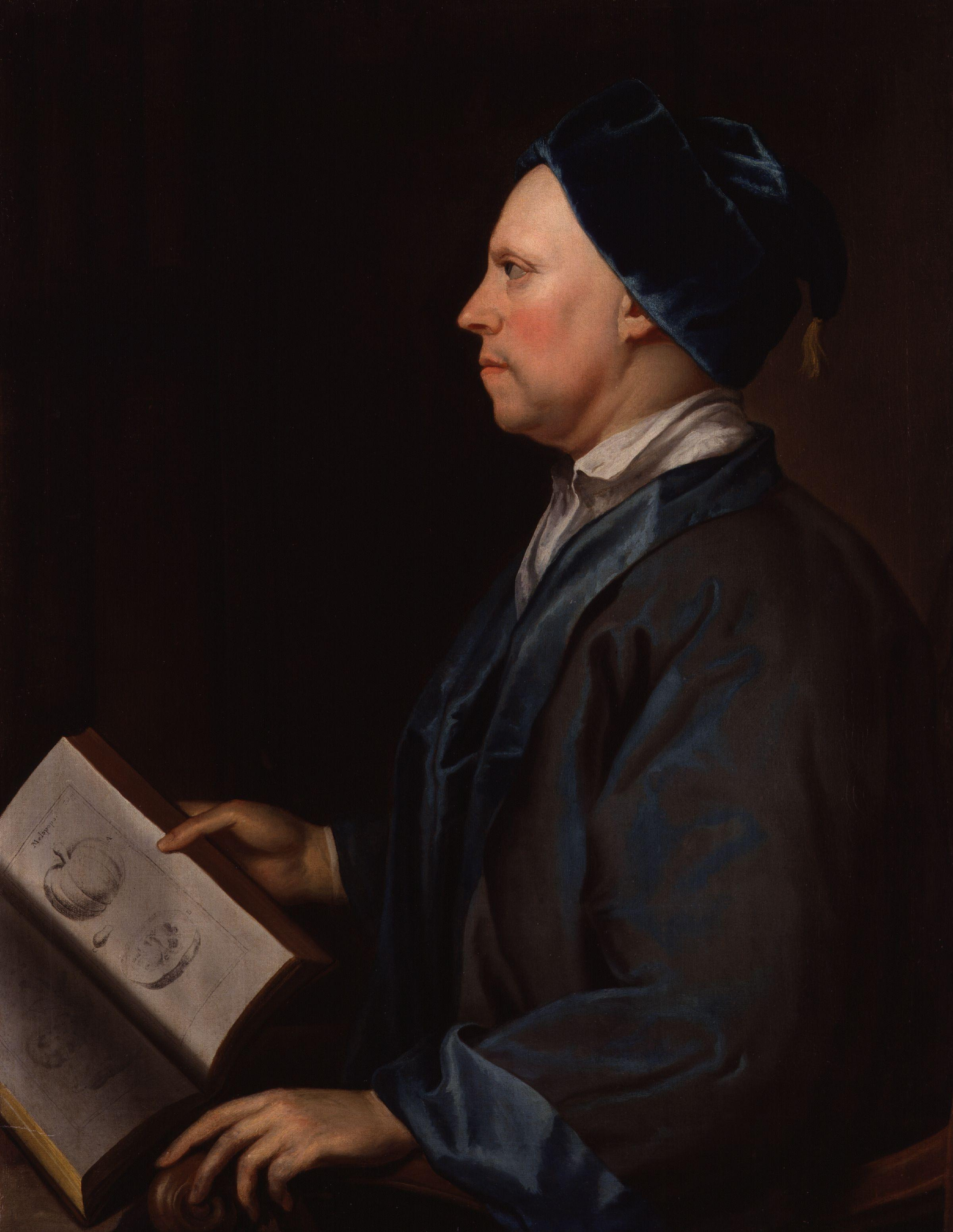
Портрет Джона Мартина — ботаника, в честь которого назван типовой род семейства

## Ботаническое описание
Большая часть представителей семейства — однолетние, реже многолетние травянистые растения с прямостоячими или приподнимающимися стеблями. Лишь Holoregmia — кустарники, достигающие 3 м в высоту, с мясистыми стеблями. Все части растений липкие, железистые, у многих видов с сильным, иногда неприятным запахом. Листья расположены супротивно, у некоторых видов очерёдно, на черешках, без прилистников, простые или слабо дольчатые, округлой или сердцевидной формы, с ровным или зубчатым краем. Устьица располагаются на обеих сторонах листа; большинство устьиц аномоцитные или анизоцитные, также были обнаружены парацитные и диацитные устьица.
Соцветия мартиниевых кистевидные, располагаются на концах побегов. Цветки обоеполые, тетрациклические, зигоморфные. Чашечка чаще всего небольшая, с пятью свободными или сросшимися чашелистиками. Венчик с пятью частично сросшимися неравными лепестками, реже выраженно двугубый, белого, сиреневого или жёлтого цвета. Нижняя губа разделена на три доли. Плацентация париетальная, то есть два плодолистика срастаются краями, образуя одногнёздную завязь. В цветках большинства видов присутствуют четыре пыльцеобразующие тычинки и одна недоразвитая, однако у мартинии имеются пять тычинок, из которых лишь две образуют пыльцу. Пестик с тонким хрупким столбиком и очень чувствительным двудольным рыльцем. Прицветники небольшие, вскоре опадающие. Семяпочки многочисленные или немногочисленные.
Цветки краниоларий опыляются бражниками и мотыльками, в то время как цветки остальных четырёх родов опыляются пчёлами. Строение пыльцы мартиниевых сильно отличается от семейства Кунжутовые, однако сходно со строением пыльцы некоторых родов бигнониевых, в частности, катальпы. Пыльцевые зёрна шаровидные. Экзина (внешний слой пыльцевых зёрен) всех видов мартиниевых разделена на 20—40 равноудалённых друг от друга щитков. У пробосцидей, ибицелл и Holoregmia щитки пыльцевых зёрен округло-яйцевидные или слабо угловатые, у мартинии они пяти- или шестиугольные. «Щитки» зёрен краниоларии же округлые, с углублением в центральной части. Расстояние между щитками мартиниевых может варьировать в пределах от 2 до 5 мкм в зависимости от вида растений и степени увлажнения. Подобное строение пыльцы также известно у некоторых неродственных семейств, например, у ирисовых:283—285.

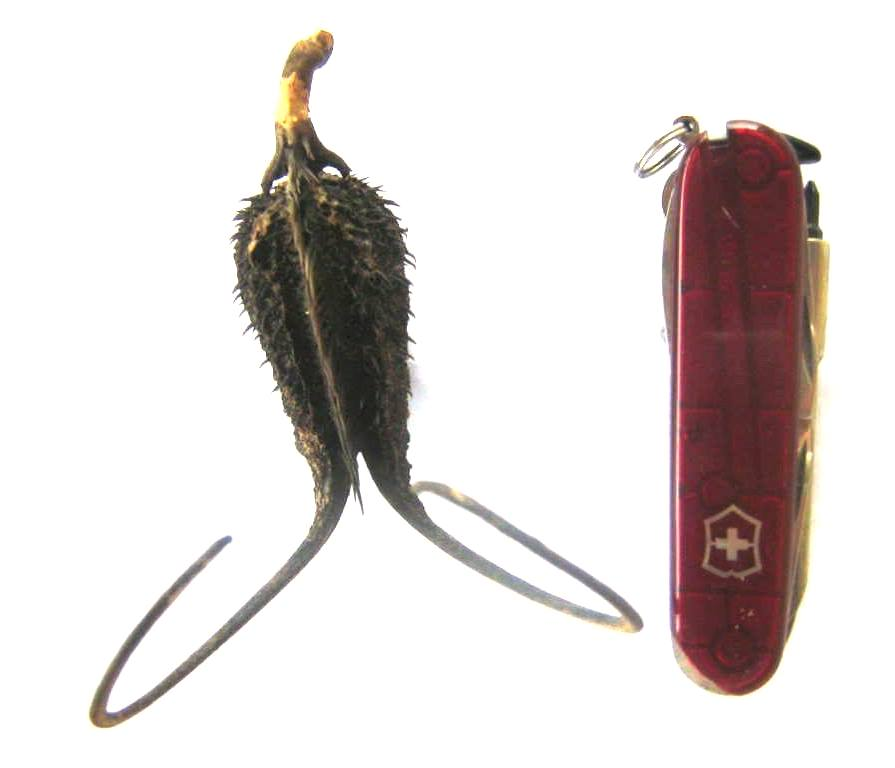
Плод Ibicella lutea при созревании разделяется на две части с длинными отростками

Плоды — продолговатые коробочки с мясистым околоплодником, при созревании исчезающим, с возрастом обычно частично распадаются на две доли. Семена уплощённые, продолговатой или округлой формы, с очень тонкой кожицей; в каждом плоде как имеется как минимум 4 семени. Семядоли мясистые, плоские. Зародышевый корешок короткий, прямой. Созревшие плоды легко отрываются и (не считая плодов рода Holoregmia) благодаря роговидным отросткам цепляются к лапам проходящих мимо животных. Многочисленные семена высыпаются из крупных плодов пробосцидей и ибицелл во время движения животного, в то время как немногочисленные семена краниоларий и мартинии высвобождаются лишь после разложения плодов. Число хромосом пробосцидей и ибицелл — 2N=30; у мартинии — 2N=32:285—286.

## Фитохимия
Химический состав мартиниевых близок к составу других ясноткоцветных, определённому Р. Грэйером и соавторами в 1999 году — в их состав входят иридоиды, флавоновые гликозиды и вербаскозиды. Из листьев Proboscidea louisianica выделен мартинозид, из плодов различных видов семейства также выделены следующие гликозиды: корнозид, актеозид, розеозид, аюгол, миопорозид и каталпол:286.

## Распространение
Ареал семейства Мартиниевые ограничен регионами Нового Света с тропическим и субтропическим (в частности, средиземноморским) климатом. Северная граница ареала — юг США, где произрастают некоторые виды рода Пробосцидея; на юге, в Аргентине, известны несколько видов ибицелл. Самый обширный ареал у рода Пробосцидея; Holoregmia, самый примитивный род семейства, напротив, произрастает лишь на ограниченной территории в Бразилии.
Большая часть видов семейства предпочитают более или менее влажные районы с переменчивым климатом. Некоторые виды завезены в районы со сходным климатом в Европе, Азии, Африки и Австралии:287.

## Значение и применение

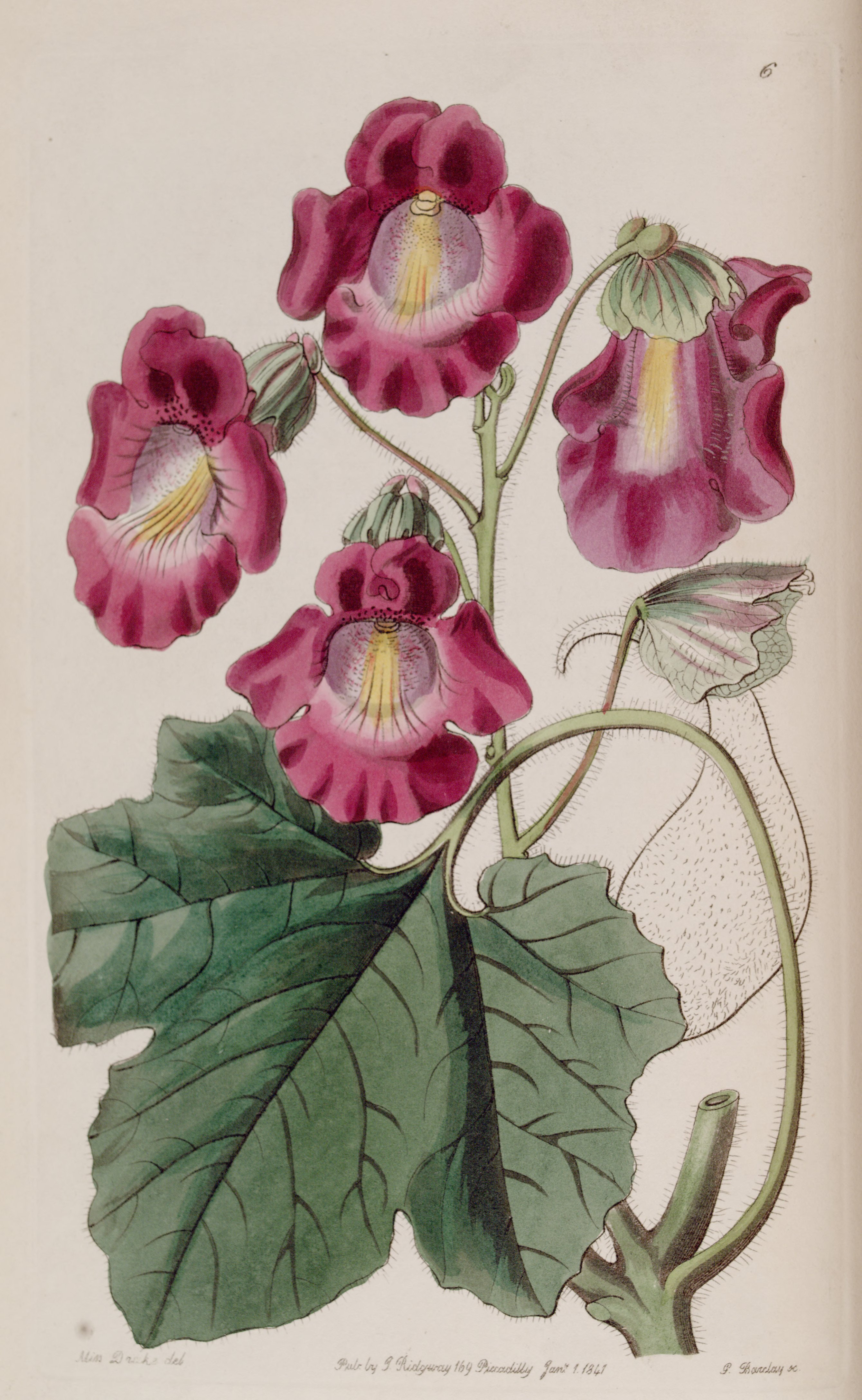
Proboscidea fragrans (syn. Martynia fragrans), ботаническая иллюстрация из Edwards’s Botanical Register; том 26 (1840)

Коренные народы Мексики и США употребляют листья, плоды и семена пробосцидей в пищу. Жители Мексики и Гватемалы используют клейкие листья мартинии для поимки различных мелких насекомых, в том числе вшей. Её плоды используются как лекарство в Гватемале. Корни пробосцидей употребляются в пищу или используются в медицине в Южной и Центральной Америке. Незрелые плоды видов этого рода, а также ибицелл употребляются в пищу в США, Южной Америке и Европе. Зрелые плоды пробосцидей используются местными жителями для изготовления различных сосудов и поделок:287. В некоторых районах Америки корни Proboscidea altheaefolia являются пищей для сельскохозяйственных животных. Из семян некоторых пробосцидей, например, Proboscidea louisianica, Proboscidea fragrans и Proboscidea altheaefolia можно выжимать богатое протеинами масло. В Индии листья мартинии используются против эпилепсии, плоды — как противовоспалительное средство. Сок мартинии используется в качестве жидкости для полоскания горла при простуде.
Различные виды родов Пробосцидея, Ибицелла и Мартиния широко выращиваются в Евразии в качестве декоративных растений из-за ярких цветков с запахом и своеобразной формы плодов:287.
Листья и семена мартинии используются как фунгицид, инсектицид и средство для отравления рыб.

## Таксономия
Мартиниевые и кунжутовые долгое время включались в семейство Бигнониевые (Bignoniaceae). Немецкий ботаник Генрих Фридрих Линк в 1829 году стал первым, кто посчитал, что мартиния и близкие роды хотя и родственны бигнониевым, но отличаются от них. Однако большинство ботаников не видело оснований для подобного выделения и продолжало включать всю группу в семейство Бигнониевые.
Общие признаки мартиниевых и кунжутовых, нередко объединяемых в одно семейство, — вылетающие при созревании плодов семена и железистое опушение всех частей растений. Отто Штапф впервые указал на существенные различия в строении органов, обеспечивающих «выстреливание» семян из зрелых плодов этих семейств и признал их самостоятельность. Несмотря на это, мартиниевые долгое время не считались отдельным семейством. Немецкий учёный Ганс-Дитер Иленфельдт в 1967 году указал на другие морфологические отличия мартиниевых от других семейств и пришёл к выводу, что это семейство не родственно ни бигнониевым, ни кунжутовым. Он считал, что ареал мартиниевых ограничен Америкой, а кунжутовые произрастают только в Старом Свете. Молекулярно-филогенетические исследования Ричарда Гленна Олмстеда и соавторов подтвердили, что мартиниевые и кунжутовые входят в чётко ограниченные друг от друга группы в порядке Ясноткоцветные. Также была подтверждена монофилия мартиниевых:286.
Семейство Мартиниевые было впервые описано Линком в 1829 году в ранге подсемейства в составе бигнониевых. Таксону Martynioideae Линк дал латинское описание, таким образом это название считается действительным согласно правилам Международного кодекса ботанической номенклатуры. Название Martyniaceae было несколько раз употреблено, однако не было действительно опубликовано в работах Триниуса, а также Барнетта 1835 года, Горянинова 1843 года, Линдли 1846 года и Декена и Ле Мау 1868 года. В 1847 году Павел Фёдорович Горянинов опубликовал латинское описание семейства Martyniaceae Horan. в работе Characteres Essentiales Familiarum. В 1895 году Джон Барнхарт возвёл таксон Линка в ранг семейства, однако название Martyniaceae Barnhart было опубликовано позднее названия Горянинова, поэтому оно считается «избыточным» (nomen superfluum) и не используется. Описание Штапфа было опубликовано лишь в 1895 году и не содержало латинского диагноза, однако, несмотря на это, авторство этого названия нередко приписывается ему.
|  |                                      |  |                   |                   |                        |  | ещё 47 порядков двудольных цветковых растений (по Системе APG III) |                                            |                                            |         |
|  |                                      |  |                   |                   |                        |  |                                                                    |                                            |                                            | 5 родов |
|  |                                      |  |                   | класс Двудольные  |                        |  |                                                                    |                                            | семейство Мартиниевые (Martyniaceae)       |         |
|  |                                      |  |                   | класс Двудольные  |                        |  |                                                                    |                                            | семейство Мартиниевые (Martyniaceae)       |         |
|  | отдел Цветковые, или Покрытосеменные |  |                   |                   | порядок Ясноткоцветные |  |                                                                    |                                            |                                            |         |
|  | отдел Цветковые, или Покрытосеменные |  |                   |                   |                        |  |                                                                    |                                            |                                            |         |
|  |                                      |  | класс Однодольные | класс Однодольные |                        |  |                                                                    | ещё 20 семейств (согласно Системе APG III) | ещё 20 семейств (согласно Системе APG III) |         |
|  |                                      |  |                   | класс Однодольные |                        |  |                                                                    |                                            | ещё 20 семейств (согласно Системе APG III) |         |

### Классификация внутри семейства

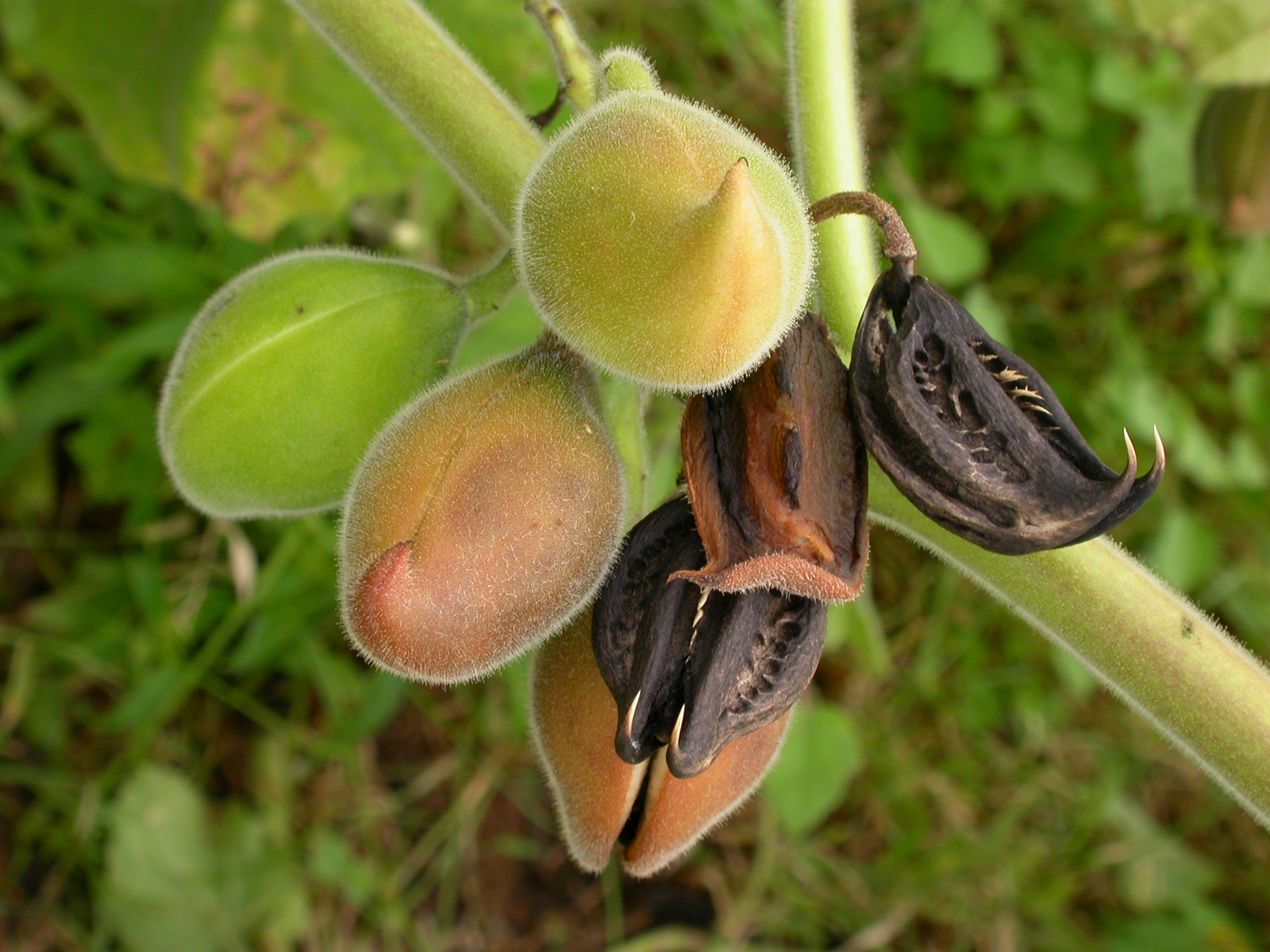
Плоды мартинии разделяются на две части, однако обладают более короткими отростками по сравнению с плодами ибицеллы

Пять родов семейства Мартиниевые делятся на две группы, в настоящее время не имеющие названий. В первую группу входят роды Пробосцидея и Ибицелла, у их представителей плоды с длинным шиповидным отростком, со множеством семян, при созревании почти полностью растрескиваются. Остальные роды — Мартиния, Краниолария и Holoregmia — обладают короткошиповатыми плодами с небольшим количеством семян, не полностью растрескивающимися. Близость родов Пробосцидея и Ибицелла также подтверждается строением их пыльцы и кожицы семян. Роды из второй группы, вероятно, менее родственны друг другу. Краниолария — единственный род семейства, цветки которого опыляются бражниками, пыльца их отлична от пыльцы других родов. У цветков мартинии имеются всего две тычинки, образующие пыльцу. Holoregmia — кустарники, плоды которых наиболее примитивны и имеют лишь слабо выраженный отросток:286.

### Список родов
- Craniolaria L., 1753 — Краниолария. Однолетние травянистые растения с заметным корневищем. Цветки с белым или желтоватым венчиком. Плоды с коротким роговидным отростком. Род включает три вида, распространённых на севере Южной Америки, а также на острове Пуэрто-Рико[9]:287.
- Holoregmia Nees, 1821. Сильно ветвистые кустарники, достигающие 3 м в высоту. Венчики светло-жёлтого цвета, труюковидной формы. Единственный вид — Holoregmia viscida — имеет ограниченный ареал в штате Баия в Бразилии. Растения, описанные Несом фон Эзенбеком в 1821 году долгое время считались неизвестными. Их не причисляли к семейству Мартиниевых, так как у Неса отсутствовало описание плодов. Однако после повторного обнаружения этих растений было составлено более подробное описание Holoregmia viscida[9]:287[20].
- Ibicella (Stapf) Van Eselt., 1929 — Ибицелла. Первоначально был описан как секция рода Proboscidea. Однолетние травянистые растения со свободными чашелистиками и жёлтыми венчиками цветков. Плоды с длинным роговидным отростком, достигающим 12 см в длину, покрытые короткими шипиками. Три вида, известные из Боливии, Бразилии и Аргентины. Один вид — Ibicella lutea — широко культивируется по всему миру.
- Martynia L., 1753 — Мартиния. Типовой род семейства. Травянистые однолетники с белыми или розовыми цветками. Плоды четырёхребристые, с короткими «рожками». Включает как минимум один вид, Martynia annua, в природе встречающийся в Мексике и Центральной Америке, широко выращиваемый по всему миру как декоративное растение[9]:287—288.
- Proboscidea Schmidel, 1763 — Пробосцидея. Многолетние или однолетние травянистые растения. Венчики цветков колокольчатые, окрашены в сиреневые, лиловые, розовые, жёлтые или оранжевые тона. Плоды с длинным отростком. Произрастают на юге США и в Мексике. Proboscidea louisianica широко культивируется вне пределов естественного ареала. Включает около восьми видов, разделяемых на два подрода — Proboscidea и Dissolophia[9]:288.